# Woodhouse (County Waterford)
Woodhouse (irisch Tigh na Coille) ist ein georgianisches Landhaus mit ca. 200 Hektar Grund direkt außerhalb des Dorfes Stradbally im irischen County Waterford.

## Geschichte
Das ursprüngliche Haus wurde in der ersten Hälfte des 16. Jahrhunderts für die Fitzgeralds (einem Zweig der Desmond Geraldines) und gehörte ihnen bis 1724. 1774 wurde es als in Besitz der Familie Uniake verzeichnet und zu Zeiten der Griffith's Valuation 1868 gehörte es Robert Uniacke und wurde mit £ 52 10 s bewertet.
1855 kam das Haus in Besitz eines Zweiges der Familie Beresford und 1894 wurde das Anwesen als Sitz von Robert H. Beresford verzeichnet. 1906 gehörte es John Beresford und wurde immer noch mit über £ 52 bewertet. 1942 wird in der Vermessung der Irish Tourist Association angemerkt, dass der Besitzer des Hauses, Major Lord William Beresford, damals in Indien wohnte.
Im Jahre 2012 kaufte James E. Thompson, Gründer und Chef der Crown Worldwide Group, das Anwesen für € 6,5 Mio.

## Beschreibung
Das Irish National Inventory of Architectural Heritage beschreibt das Haus folgendermaßen:

„Freistehende Torlodge mit drei Jochen, ebenerdig und unterkellert, um 1850, mit zweistöckiger, hinterer Fassade mit drei Jochen im Süden. Renoviert und mit neuen Fenstern versehen, um 1950, ebenerdige Vorhalle mit Flachdach und einem Joch angebaut. Zur Zeit unbewohnt. Walmschieferdach mit Ziegeln, verputzte Kaminköpfe und gusseiserne Regenrinnen an hölzernem Dachüberstand. Flaches Bitumenpappendach auf der Vorhalle mit metallischen Regenrinnen. Verputzte und gestrichene Wände mit verputzten Ecksteinen. Rechteckige Fensteröffnungen mit steinernen Fensterbrettern und eine mit verputzten Umfassungen und Sturz auf Konsolen. Erstatzfenster mit Holzrahmen, um 1950. Rechteckiger Türausschnitt mit polierter, hölzerner, mit Nut-und-Feder verkleideten Tür, um 1950. Von der Straße zurückgesetzt auf dem Grundstück von Woodhouse am Eingang des Anwesens mit Seiten-(Ost)-Fassade zur Straße hin.“